# Cătălina Gheorghițoaia
Cătălina Antonia Gheorghițoaia (ur. 19 czerwca 1975 w Bukareszcie) – rumuńska szablistka, srebrna medalistka mistrzostw świata.
Podczas mistrzostw świata w Nîmes w 2001 roku Rumunki w składzie: Andreea Pelei, Cătălina Gheorghițoaia i Irina Drăghici zdobyły srebrny medal w zawodach drużynowych. Była też między innymi czwarta w tej samej konkurencji na mistrzostwach świata w Lizbonie (2002), mistrzostwach świata w Hawanie (2003) i mistrzostwach świata w Nowym Jorku (2004).
Wystartowała na igrzyskach olimpijskich w Atenach w 2004 roku, zajmując czwarte miejsce w turnieju indywidualnym. Walkę o brązowy medal przegrała z Sadą Jacobson z USA 7:15. Był to jej jedyny start olimpijski.
Ponadto zdobyła srebro drużynowo i brąz indywidualnie na mistrzostwach Europy w Kopenhadze w 2004 roku.